# SHINee
SHINee（シャイニー、朝: 샤이니）は、韓国の男性アイドルグループ。SMエンタテインメント所属。公式ファンクラブ名はSHINee WORLD（シャイニー・ワールド、朝: 샤이니 월드）。

## 概要
グループ名「SHINee」は、「光る、輝く」という意味の「SHINE」に、接尾辞（〜する人）の「ee」を組み合わせた造語で「光り輝く人」を意味する。音楽・ダンス・ファッションとあらゆるジャンルで、最先端のトレンドを発信する「コンテンポラリーバンド」というコンセプトのもと、デビュー。

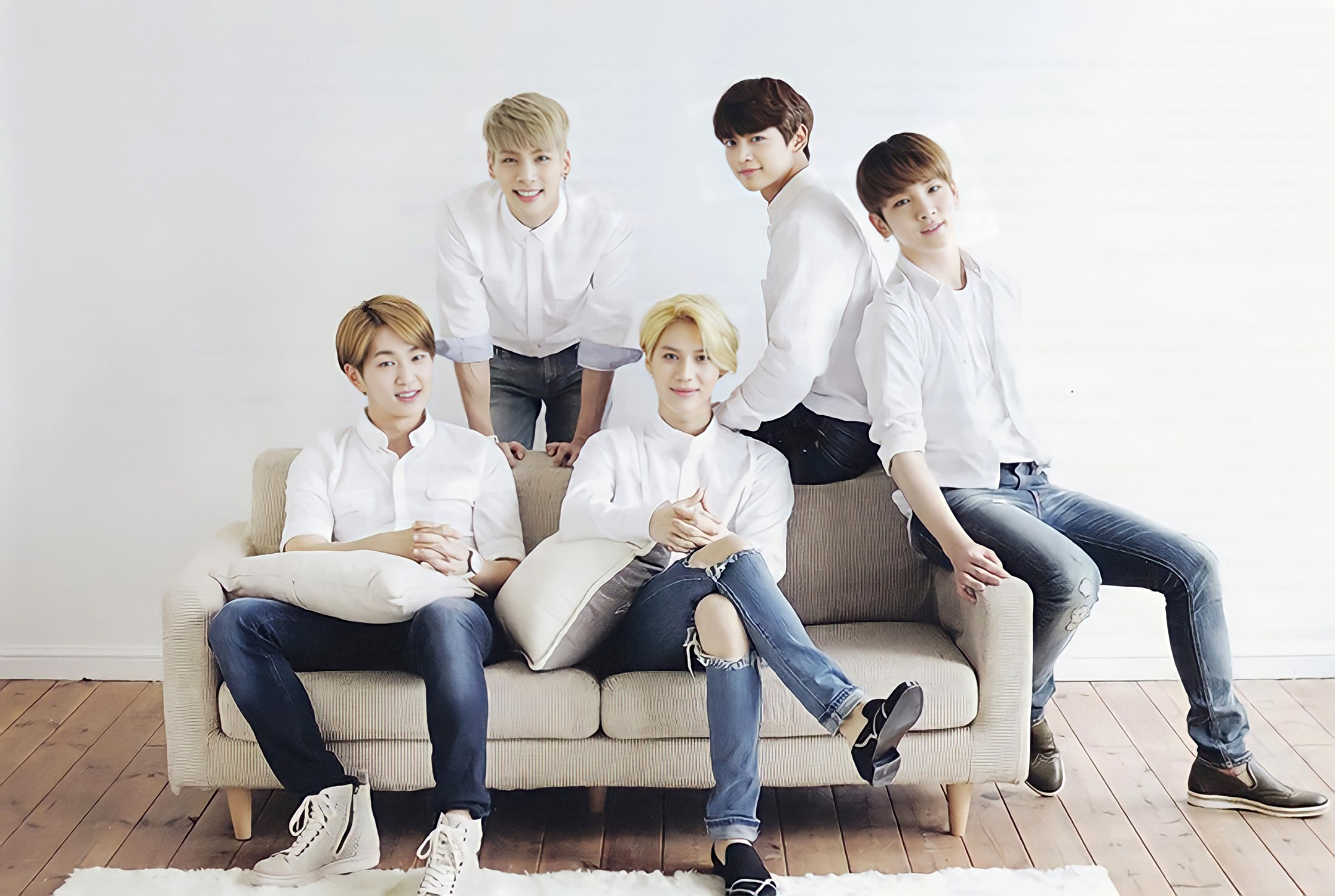
SHINee（2014年）

公式ファンクラブ名「SHINee WORLD」は、略して「シャウォル（朝: 샤월）」と呼ばれている。ファンクラブ名は、単独コンサートのタイトルにも使用されており、2023年には、第6回目の公演「SHINee WORLD VI [PERFECT ILLUMINATION]」まで行われている。「SHINee WORLD」コンサートは、韓国でリリースされたアルバムを元に構成されており、主に日本を除くアジア・北米・南米などで開催されている。日本公式ファンクラブの名称は「SHINee WORLD J」。グループカラーは、パールアクアグリーン。
2011年に日本デビューし、継続的にリリースを続けている。全国ツアーもほぼ毎年行われており、日本でリリースしたアルバムを元に構成されている。2017年には、日本単独公演数が通算100回に達している。また、2014年から5年連続で、東京ドームでの公演を開催している。メンバー全員が日本語を話すことができ、インタビューなどもほとんど日本語で行う。中でもキーが堪能で、漢字も少々読めるレベルである。
2017年12月18日にメインボーカルのジョンヒョンが在籍中に急逝し、以降4人で活動を行っている。
2018年12月にリーダーのオンユ、2019年3月にキー、4月にミンホが入隊し、テミンはその間、ソロ活動を継続させた。2020年にオンユ、キー、ミンホの兵役が終了し、本格的に4人での活動を再開した。2021年5月にはテミンが入隊し、グループは再び、活動休止期間に入った。2023年4月にテミンが除隊し、全員の兵役が終了したことにより、4人での活動を再開した。

## メンバー
| 画像 | 名前                       | 本名               | 本名     | 本名   | 本名         | 生年月日                                | 出身地                        | 本貫                       | 身長  | 血液型 | ポジション                               |
| 画像 | 名前                       | 仮名               | ハングル | 漢字   | ローマ字     | 生年月日                                | 出身地                        | 本貫                       | 身長  | 血液型 | ポジション                               |
| ---- | -------------------------- | ------------------ | -------- | ------ | ------------ | --------------------------------------- | ----------------------------- | -------------------------- | ----- | ------ | ---------------------------------------- |
|      | オンユ ONEW 온유           | イ・ジンギ         | 이진기   | 李珍基 | Lee Jinki    | 1989年12月14日（35歳）                  | 大韓民国 · 京畿道光明市       | 全州李氏 讓寧大君派 19代孫 | 175cm | O型    | リーダー リードボーカル                  |
|      | ジョンヒョン JONGHYUN 종현 | キム・ジョンヒョン | 김종현   | 金鍾鉉 | Kim Jonghyun | 1990年4月8日 - 2017年12月18日（27歳没） | 大韓民国 · ソウル特別市鐘路区 | 金海金氏                   | 171cm | AB型   | メインボーカル 作詞・作曲                |
|      | キー KEY 키                | キム・キボム       | 김기범   | 金起範 | Kim Kibum    | 1991年9月23日（33歳）                   | 大韓民国 · 大邱広域市         | 友鹿金氏                   | 175cm | B型    | リードダンサー サブボーカル サブラッパー |
|      | ミンホ MINHO 민호          | チェ・ミンホ       | 최민호   | 崔珉豪 | Choi Minho   | 1991年12月9日（33歳）                   | 大韓民国 · 仁川広域市         | 慶州崔氏                   | 181cm | B型    | メインラッパー サブボーカル              |
|      | テミン TAEMIN 태민         | イ・テミン         | 이태민   | 李泰民 | Lee Taemin   | 1993年7月18日（32歳）                   | 大韓民国 · ソウル特別市道峰区 | 全州李氏                   | 174cm | B型    | メインダンサー サブボーカル              |

## 来歴

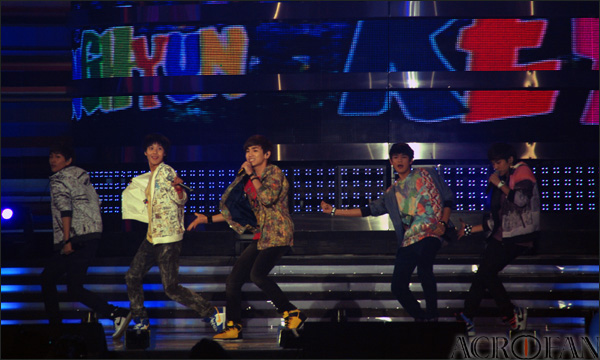
SHINee（2008年）

SHINeeとしての主要な音楽活動と、特筆すべき個人活動についてのみ記述する。
2008年
- 5月19日、SMエンタテインメントより、オンユ、ジョンヒョン、キー、ミンホ、テミンの5人からなる新アイドルグループ「SHINee」のデビューが発表された。
- 5月23日、デビューミニアルバム『Replay』をリリースし、5月25日にSBS『SBS人気歌謡』でデビューした。デビュー曲「Replay」は、仲宗根梨乃が振り付けを担当した。中曽根は、以降もSHINeeの作品を多く手がけている。
- 8月28日、1stアルバム『The SHINee World』をリリース。タイトル曲「Love Like Oxygen」は、デンマークの歌手である マーティン・ホベルグ・ヘデゴー「Show the world」のリメイク曲であり、9月18日、Mnet『M COUNTDOWN』でグループ初の音楽番組1位を獲得した。10月26日には、本アルバムのリパッケージアルバム『Amigo』をリリース。本年は、「Mnet KM Music Festival」（現・MAMA）、「ゴールデンディスク賞」、「ソウル歌謡大賞」の3つの授賞式で、新人賞を獲得した。

2009年
- 5月25日、2ndミニアルバム『ROMEO』をリリース。タイトル曲「Juliette」は、メンバーのジョンヒョンが作詞を担当した。
- 8月10日、日本での初イベント「SHINee JAPAN 1st ミニライブ&ファンミーティング in TOKYO」を中野サンプラザにて開催。
- 10月22日、3rdミニアルバム『2009, Year Of Us』をリリース。ユ・ヨンジンが手がけたタイトル曲「Ring Ding Dong」は、サビでタイトルでもある「Ring Ding Dong」というフレーズが繰り返され、聞いているうちにだんだん頭の中から離れなくなることから「修能禁止曲」と呼ばれた。その中毒性ゆえに「SHINeeの曲を一度も聞いたことがない人はいても、一度しか聞いたことのない人はいないという魔性の曲」と評される。

2010年
- 7月19日、2ndアルバム『Lucifer』をリリース。タイトル曲「LUCIFER」は、アーバンエレクトリックジャンルの曲であり、収録曲「Your Name」では、オンユが初めて作詞に挑戦した。
- 12月26日・27日、国立代々木競技場第一体育館にてグループ初の日本単独コンサート「SHINee THE 1ST CONCERT IN TOKYO "SHINee WORLD"」を開催。日本デビュー前であったが、応募は約10万件にものぼったため、昼・夜に2公演行い、延べ2万4000人を動員した。本公演中、2011年にEMIミュージック・ジャパンより、日本デビューすることが発表された。

2011年
- 1月、韓国でのグループ初となる単独コンサート「SHINee WORLD」をオリンピック公園にて開催した。
- 6月19日、日本デビューを控え、ロンドンのアビー・ロード・スタジオで記念イベント「SHINee JAPAN DEBUT PREMIUM RECEPTION @Abbey Road Studios in LONDON」を開催。
- 6月22日、シングル「Replay -君は僕のeverything-」で、EMIミュージック・ジャパンより、日本デビュー。本楽曲は、1stミニアルバム『Replay』タイトル曲「Replay」の日本語版であり、オリコン週間ランキングで2位を記録した。
- 8月29日、日本2ndシングル「JULIETTE」をリリース。本シングルは、オリコンで初登場3位を記録。9月9日には、『ミュージックステーション』に出演した。
- 10月12日、日本3rdシングル「LUCIFER」をリリース。本シングルは、オリコンで2位を記録し、デビューシングルから3作連続でTOP3入りを果たした。

2012年 
- 3月24日、4thミニアルバム『Sherlock』をリリース。タイトル曲「Sherlock」は、「Clue」と「Note」の2曲を組み合わせたハイブリッド曲で、当時の韓国歌謡界では、珍しいものであった。タイトル「Sherlock」は、シャーロック・ホームズのことを指し、ミュージックビデオも探偵活劇風に作られている。振付は、マイケル・ジャクソン、カイリー・ミノーグ、ジャネット・ジャクソンらを手がけたこともあるトニー・テスタが担当。ステージ前方に大股で闊歩していくダンスが特徴である。本楽曲は、ローリング・ストーン「史上最高の男性グループ曲50」で12位にランクインした。
- 4月より、日本で初となるアリーナツアー「SHINee THE FIRST JAPAN ARENA TOUR "SHINee WORLD 2012"」をスタート。全国7都市全20公演を開催し、約20万人を動員した。
- 10月10日、日本5thシングル「Dazzling Girl」をリリース。本楽曲は、グループ初の日本オリジナル曲であり、ジャケットとビデオクリップには、ファッションデザイナー・丸山敬太とヘアメイク・冨沢ノボルが参加した。

2013年
- 2月19日、3rdアルバム『Chapter 1 Dream Girl - The Misconceptions of You』をリリース。本アルバムは、2枚に分かれており、4月29日に『Chapter 2 Why So Serious? - The Misconceptions of Me』をリリース。8月8日、これらのアルバムを合わせて新曲を追加した『The Misconceptions of Us』をリリース。
- 4月1日、ジョンヒョンが交通事故に遭い、鼻の骨を負傷した。これにより、カムバック活動の前半は4人体制で行われた。ジョンヒョンは、5月23日『M COUNTDOWN』より合流した。
- 6月26日、日本1stアルバム『Boys Meet U』をリリースし、全国アリーナツアー「SHINee WORLD 2013 〜Boys Meet U〜」を開催した。
- 8月13日、都内3ヶ所で「Boys Meet U スペシャルイベント」と題したサプライズライブが開催された。
- 10月14日、5thミニアルバム『Everybody』をリリース。

2014年
- 3月より、約1年9ヶ月ぶりとなる3度目の単独ツアー「SHINee WORLD III」をスタート、初めての南米公演も行われた。
- 3月、キーが、INFINITE・ウヒョンとユニット「Toheart」を結成し、デビュー。8月には、テミンがミニアルバム『ACE』でをリリースし、ソロデビュー。
- 9月24日、日本3rdアルバム『I'm Your Boy』をリリース。本アルバムは、オリコンでシングル・アルバムを通して自身初となる週間1位を獲得した。また、本アルバムを引っ提げて、自身最大規模となる全国ツアー「SHINee WORLD 2014 〜I'm Your Boy〜」を開催。

2015年 
- 1月、テミンに続き、ジョンヒョンがミニアルバム『BASE』をリリースし、ソロデビュー。
- 3月、自身初となる東京ドーム公演「SHINee WORLD 2014 〜I'm Your Boy〜 Special Edition in TOKYO DOME」を開催した。
- 5月18日、4thミニアルバム『Odd』をリリース。前作より約1年7ヶ月ぶりとなるカムバックで、タイトル曲「View」は、イギリスの作曲家チーム・LDN Noiseが手がけたディープハウスジャンルのアップテンポな楽曲で、作詞はジョンヒョンが担当した。本楽曲のミュージックビデオは、タイで撮影された。
- 8月3日、リパッケージアルバム『Married To The Music』をリリース。

2016年 
- 1月1日、4th日本アルバム『D×D×D』をリリースし、前作に続き、オリコンで1位を獲得。月末から約半年間、日本全国アリーナツアー「SHINee WORLD 2016 〜D×D×D〜」を開催。
- 7月、テミンがミニアルバム『さよならひとり』をリリースし、日本ソロデビュー。
- 10月、5thミニアルバム『1 of 1』をリリース。タイトル曲「1 of 1」は、90年代に流行したニュージェックスイングジャンルの曲。レトロコンセプトに合わせ、アルバムはカセットテープでもリリースされた。
- 12月、横浜アリーナにて「SHINee WORLD V」を開催。また、『2016 FNS歌謡祭 第2夜』に出演し、「ワンダフル・クリスマスタイム」と「Everybody」を披露、久々の日本地上波テレビゴールデンタイムの出演となった。

2017年
- 1月28日より、5度目となる日本ツアー「SHINee WORLD 2017 〜FIVE〜」をスタートし、25万人を動員じた。名古屋公演で、日本でのコンサート回数が100回を迎えた。
- 2月22日、5th日本アルバム『FIVE』をリリース。リード曲「Get The Treasure」の振り付けは、仲宗根梨乃が担当し、ストップモーションを多用したミュージックビデオを作成した。また「FIVEツアー」の合間に、「SHINee WORLD V」初の北米ツアーも開催した。
- 7月には、テミンが日本武道館にて単独コンサートを開催した。
- 8月、オンユがソウル江南区にあるクラブで、酒に酔った状態で女性客に触ったとして在宅起訴されたが、その後、嫌疑なしと判断された。本件をうけて、オンユはドラマ『青春時代2』から降板し、9月に控えていた「SHINee WORLD 2017〜FIVE〜 Special Edition」の東京ドーム・京セラドーム公演の出演を自ら辞退した。
- 12月15日、2018年2月にオンユの入隊前最後となるコンサート「SHINee WORLD THE BEST 2018 〜FROM NOW ON〜」を京セラドームと東京ドームで開催することが発表された。しかし、この発表のわずか3日後の18日、ジョンヒョンがソウル江南区清潭洞の宿泊施設で倒れたまま発見され、病院に搬送されたが、死亡が確認された。ジョンヒョンの死去を受け、上記ドーム公演については、一旦保留されるも、2018年1月9日に予定通り、公演を行うことが決定した  。

2018年
- 2月27日に東京ドームにて開催された「SHINee WORLD THE BEST 2018 〜FROM NOW ON〜」の最終公演のアンコールで、ジョンヒョンのボーカルも含まれた新曲「Every Time」を披露。公演中、ミンホは「永遠にジョンヒョンさんを忘れないでほしいです」、キーは「SHINeeは永遠に5人なので、ジョンくんを忘れないでください」と語った。
- 4月18日、初のベスト・アルバム『SHINee THE BEST FROM NOW ON』をリリース。本アルバムは、初週8.9万枚を売り上げ、4月30日付のオリコン週間チャート、Billboard JAPAN総合アルバムチャートでともに1位を獲得。
- 5月27日、10周年記念ファンミーティング「SHINee Debut 10th Anniversary ☆ SHINee DAY」を韓国で開催。
- 7月、「SMTOWN LIVE WORLD TOUR Ⅵ IN JAPAN」に出演。
- 12月10日、オンユがメンバーで最初に入隊し、SHINeeとしての活動を休止した。

2019年
- 3月にキー、4月にミンホが入隊。テミンはその間、ソロ活動を継続させた。

2020年
- 7月にオンユ、10月にキー、12月にミンホがそれぞれ除隊。

2021年
- 1月1日に開催された無料オンラインコンサート「SMTOWN LIVE "Culture Humanity"」内で、本格的な活動再開のティーザーが放映された。同月31日には、スペシャルライブ「The Ringtone: SHINee is Back」が開催され、7thアルバム『Don't Call Me』が2月22日に発売されることが発表された。
- 4月4日、グループ初のオンラインコンサート「Beyond LIVE - SHINee : SHINee WORLD」が全世界に配信され、全世界120ヶ国から約13万人がリアルタイムで視聴した。
- 5月2日には、テミンがオンラインソロコンサートをBeyond LIVEにて配信。全119ヶ国でのべ9万人が視聴した。同月23日には、日本デビュー10周年を記念したオンラインファンミーティング「SHINee WORLD J Presents 〜Bistro de SHINee〜」が開催された。
- 3年ぶりのグループ活動を終え、5月31日にテミンが入隊した。

2022年
- 7月6日、オンユがアルバム『Life goes on』で日本ソロデビューを果たし、7月8日より、4都市で自身初となる日本ソロツアーを開催。
- 12月6日、ミンホがミニアルバム『CHASE』をリリースし、ソロデビュー。

2023年
- 4月4日、テミンの除隊により、メンバー全員が兵役を終える。
- 5月27日・28日には、デビュー15周年を記念するファンミーティング「2023 SHINee FANMEETING 'Everyday is SHINee DAY' : [Piece of SHINE]」が開催され、コンサートの開催やアルバムのリリースなどが予告されるが、後日、オンユが体調不良により安静と治療が必要と診断され、当面の休養を発表。
- 6月23日より、KSPO DOMEにて開催された単独コンサート「SHINee WORLD VI [PERFECT ILLUMINATION]」を開催。
- 6月26日、8thアルバム『HARD』をリリース。本アルバムのプロモーション活動は、オンユ以外のメンバー3人で行った（楽曲にはオンユも参加している）。
- 9月12日、ファンコミュニティプラットフォーム「Weverse」に参加。
- 9月30日より、さいたまスーパーアリーナを皮切りに日本全国4都市全8公演、約5年ぶりとなるアリーナツアーをスタート。
- 11月3日、デビュー15周年記念映画『MY SHINee WORLD』が公開された。日本では、2024年3月15日に公開された。

2024年
- 1月27日・3月2日、日本ではグループ初となる冠番組『SHINeeのハコ』が放送された。
- 2月24日・25日、東京ドームにて「SHINee WORLD VI [PERFECT ILLUMINATION] JAPAN FINAL LIVE in TOKYO DOME」を開催。
- 3月2日・16日には、シンガポール・香港で「SHINee WORLD VI [PERFECT ILLUMINATION] 」を開催。
- 3月5日、オンユ・テミンが、3月末でSMエンタテインメントとの専属契約を終了することが発表された。SMエンタテインメントは「SHINeeの活動は変わらずSMで継続し、個々の活動に関する契約は各自が望む方向で決定する予定だ」と伝えた。
- 4月1日、テミンがBPMエンターテインメントとの専属契約を締結、3日には、オンユが新生企画会社・グリフィンエンターテインメントへの移籍を発表した。9日、キー・ミンホが正式にSMエンタテインメントと再契約を締結した。

## ディスコグラフィ
詳細はen:Shinee discography、en:List of songs recorded by Shineeを参照。

### 韓国盤CD

#### ミニアルバム
- Replay(2008年)[103]
- Romeo(2009年)
- 2009, Year Of Us(2009年)
- Sherlock(2012年)
- Everybody(2013年)

#### フルアルバム
- The SHINee World(2008年)[104]
- AMIGO(2008年)[105]
- Lucifer(2010年)[106]
- Hello(2010年)[107]
- Chapter 1 「Dream Girl - The Misconceptions of You」(2013年)[108]
- Chapter 2 「Why So Serious? - The Misconceptions of Me」(2013年)[109]
- Chapter 1 & 2 「The Misconceptions of Us」(2013年)[110]
- Odd(2015年)[111]
- Married To The Music(2015年)[112]
- 1 of 1(2016年)[113]
- 1 and 1(2016年、Repackage)[114]
- The Story of Light(2018年)
- Don't Call Me (2021年）
- Atlantis（2021年、Repackage）
- HARD（2023年）

#### OST
- Stand By Me (花より男子〜Boys Over Flowers)(2009年)[115]
- Fly High (検事プリンセス)(2010年)[116]
- DREAM〜マイドリーム〜(2009年)[117]
- 一日(하루/Haru)(韓国観光公社ウェブドラマ - HARU：ある一日の物語)(2010年)[118]

### 日本

#### CDシングル
- Replay -君は僕のeverything-(2011年)
- JULIETTE(2011年)
- LUCIFER(2011年)
- Sherlock(2012年)
- Dazzling Girl(2012年)
- 1000年、ずっとそばにいて…(2012年)
- Fire(2013年)
- Boys Meet U(2013年)
- 3 2 1(2013年)
- LUCKY STAR(2014年)
- Your Number(2015年)
- Sing Your Song(2015年)
- 君のせいで(2016年)
- Winter Wonderland(2016年)
- Sunny Side(2018年)

#### CDアルバム
- THE FIRST(2011年)
- Boys Meet U(2013年)
- I'm Your Boy(2014年)
- D×D×D（2016年）
- FIVE（2017年）

#### ミニアルバム
- SUPERSTAR（2021年）

#### ベストアルバム
- SHINee THE BEST FROM NOW ON(2018年)

#### ライセンスCDアルバム(朝鮮語)
- ROMEO(2009年)
- 1集「AMIGO」Repackage(2009年)
- 2009, YEAR OF US(2009年)
- SHINee The 2nd ALBUM「LUCIFER」(2010年)
- 2集「HELLO」Repackage(2010年)

#### DVD & Blu-ray
発売年はすべて公式サイトより。
- SHINee THE 1ST CONCERT IN JAPAN "SHINee WORLD"(2012年)[120]
- SHINee The 1st Concert SHINee WORLD  In Seoul(2012年)
- SHINee WORLD 2012(2012年)
- SHINee SURPRISE VACATION：ある素敵な日(2013年)
- SHINee WORLD 2013 〜Boys Meet U〜(2014年)
- SHINee The 2nd Concert SHINee WORLD II In Seoul(2014年)
- SHINee The 3rd Concert SHINee WORLD III In Seoul(2014年)
- SHINee WORLD 2014 〜I'm Your Boy〜 Special Edition in TOKYO DOME(2015年)
- SHINee The 4th Concert SHINee WORLD IV In Seoul(2016年)
- VISUAL MUSIC by SHINee 〜music video collection〜(2016年)
- SHINee WORLD 2016 〜D×D×D〜 Special Edition in TOKYO DOME(2016年)

### 公式写真集
- Day (2009年、SM Entertainment)
- Night (2009年、SM Entertainment)
- Children of the Sun: THE SHINee in Barcelona (2011年、朝鮮語、出版社:ウンジンリビングハウス、ISBN 978-8901136059) オンユ・キー・テミンのみ
- SURPRISE VACATION TRAVEL NOTE 01 (2013年、朝鮮語、SM Entertainment)[121]

## コンサート

### 単独イベント
- SHINee JAPAN DEBUT PREMIUM RECEPTION(2011年6月22日-2011年8月11日)[122][123][124]

### 日本での単独公演/ツアー
- SHINee THE 1ST CONCERT IN JAPAN "SHINee WORLD(2010年12月26日 - 2011年7月1日)
- SHINee THE FIRST JAPAN ARENA TOUR "SHINee WORLD 2012"(2012年4月25日 - 2012年7月1日)[120]
- SHINee WORLD 2013〜Boys Meet U〜 (2013年6月28日 - 12月25日)
- SHINee WORLD 2014 〜I'm Your Boy〜 (2014年9月28日 - 12月14日)
- SHINee WORLD 2014 〜I'm Your Boy〜 Special Edition in TOKYO DOME(2015年3月14日 - 3月14日)
- SHINee WORLD 2016 〜D×D×D〜 Special Edition(2016年1月30日 - 4月24日)
- SHINee THE 5TH CONCERT IN JAPAN "SHINee WORLD V"(2016年5月14日 - 5月19日)
- SHINee WORLD 2017 〜FIVE〜(2017年1月28日 - 4月30日)
- SHINee WORLD 2017 〜FIVE〜 Special Edition(2017年9月2日 - 9月24日)
- SHINee WORLD THE BEST 2018 〜FROM NOW ON〜(2018年2月17日 - 2月27日)
- SHINee WORLD VI [PERFECT ILLUMINATION](2023年9月30日 - 11月29日)
- SHINee WORLD VI [PERFECT ILLUMINATION] JAPAN FINAL LIVE in TOKYO DOME(2024年2月24日 - 2月25日)

### アジアツアー/南米ツアー
- SHINee WORLD(2010年12月16日 - 2011年11月25日)
- SHINee WORLD II(2012年7月21日 - 1月28日)
- SHINee WORLD III(2014年3月8日 - 7月22日)
- SHINee WORLD IV(2015年5月15日 - 10月25日)
- SHINee WORLD V(2016年9月2日 - 2017年6月11日)
- SHINee WORLD VI [PERFECT ILLUMINATION]（2023年6月23日 - 2024年3月16日）

### ショーケース
- 「THE FIRST」SHOWCASE LIVE(2011年、3回公演)
- 「Dazzling Girl」 SPECIAL SHOWCASE(2012年、5都市5回公演)
- 「Fire」SPECIAL SHOWCASE(2013年、2都市4回公演)
- 「Boys Meet U」スペシャルイベント(2013年、5都市5回公演)

### ファンミーティング
- SHINee WORLD J FANCLUB EVENT 2012(2012年、2都市3回公演)
- SHINee WORLD J OFFICIAL FANCLUB EVENT 2014「LET’S PARTY」(2014年、2都市3回公演)
- SHINee WORLD J OFFICIAL FANCLUB EVENT 2015 〜SeeK of Treasure〜(2015年、5都市9回公演)
- SHINee WORLD J OFFICIAL FANCLUB EVENT 2016 -5th Anniversary Party-(2016年、2都市5回公演)
- SHINee WORLD J Presents 〜Bistro de SHINee〜オンラインファンミーティング（2021年、オンライン）

## 出演

### バラエティ番組
レギュラー番組のみ。
- Mnet SHINeeの『ヨナナム(年下の男の子)』(2008年)Shinee's Yunhanam
- KBS SHINeeの『ハローベビー』（2010年）
- KBS World Date with SHINee (2012年)         (注:5人のうち、ジョンヒョン、キーのみ出演)
- MBC MUSICシャイニーのある素敵な日（2013年)
- テレビ朝日 SHINeeのハコ（2024年）

### イベント
- 青春不敗 in JAPAN(2010年)[125]-2009年「青春不敗」にミンホ、オンユ、テミンがゲスト出演。日本放送を記念して行われたイベント(全員)
- MBC創社50周年特別企画 Show!音楽中心・東京伝説2011(2011年)[126]
- The 4th K-POP Super Live(2011年)[127]
- LAWSON presents MUSIC FOR ALL, ALL FOR ONE supported by スカパー！(2011年)
- お台場合衆国2011　〜めざましライブ〜(2011年)[128]
- Family Mart presents MUSIC FOR ALL , ALL FOR ONE(2012年)
- ドラマティックライブ「ATHENA－アテナ－」(2012年)
- ハッピーMusic LIVE 2012(2012年)
- SPRINGROOVE TOKYO(2013年)
- a-nation stadium fes. powered by ウイダーinゼリー(2013年)[129]
- お台場合衆国2013〜めざましライブ〜(2013年)[130]
- 第65回 さっぽろ雪まつり K-POP FESTIVAL 2014(2014年)[131]
- 第19回 東京ガールズコレクション 2014 AUTUMN／WINTER(2014年)[132]
- GirlsAward 2015AW(2015年)[133]
- a-nation stadium fes.(2015年)[134]
- The MusiQuest（2023年）[135]

### CMほか
- Smart（2008年）[136]
- CLRIDE.n(2008年)
- Nanas'B(2008年)[137]
- Reebok(2009年)[138]
- 뿌셔 뿌셔(2009年、2016年)[139]
- Mexicana Chicken(2009年-2011年)[140]
- Right-on(2011年)[141]
- Etude House(2011年)[142]
- Maypole(2012年)[143]
- SKECHERS(2013年)[144][145]
- ETUDE HOUSE（2013年）[146]
- MStar(2013年、台湾オンラインゲーム)[147]
- TRENTA[要出典]
- the SAEM(2014年)[148]
- Baskin Robbins(2015年、31アイスクリーム)[149]
- American Eagle Korea (2015年)[150]
- 新羅免税店(2015年-2017年)[151]
- E-mart(2016年)[152]
- raventears [要出典]

### 広報大使
- ソウル江南区観光広報大使 (2014年、EXOと共同受嘱)[153]

## 受賞歴
グループでの受賞の詳細は、SHINeeの受賞歴リスト（英語: List of awards and nominations received by Shinee）へ。個人での受賞はメンバー別ページへ。
- 2008年「アジア・ソング・フェスティバル アジア最高新人賞」[154]
- 2008年「Cyworld Digital Music Awards 月間新人賞５月」[155]
- 2008年「Korea Entertainment Arts Awards 新人賞」
- 2008年「Style Icon Awards New Icon Award」
- 2008年「ゴールデンディスク大賞　今年の新人賞」
- 2008年「Mnet 20's Choice Awards Hot New Star」
- 2008年「Mnet Asian Music Awards 男性新人賞」
- 2009年「ゴールデンディスク大賞 人気賞」
- 2009年「Ting Digital Music Awards Ting's Choice Artist」
- 2009年「ソウル歌謡大賞 新人賞」
- 2010年「ゴールデンディスク大賞 人気賞」
- 2010年「ゴールデンディスク大賞 音盤本賞」
- 2010年「コリアエンターテインメントアワード 男性グループ賞」
- 2010年「Melon Music Awards Netizens Popularity Battle Awards」
- 2010年「Singapore Entertainment Awards New Generation Artist」
- 2010年「ソウル歌謡大賞 アルバム本賞」
- 2011年「Tower Records Awards 今年の新人賞」
- 2011年「Tower Records Awards 今年のアーティスト賞」[156]
- 2011年「MBC芸能大賞 Most Anticipated Group for 2012」
- 2011年「SBS MTV Best Of The Best グローバルスター賞」
- 2011年「ソウル歌謡大賞 人気賞」
- 2011年「ソウル歌謡大賞 アルバム本賞」
- 2012年「Korea Culture Entertainment Awards Best Male Vocalist」
- 2012年「Korean Pop Culture and Arts Award Minister of Culture」
- 2012年「Mnet Asian Music Awards 男性ベストダンスパフォーマンス賞」
- 2012年「SBS MTV Best Of The Best ライブパフォーマンス賞」
- 2012年「SBS MTV Best Of The Best 男性グループ賞」
- 2013年「Melon Music Awards 今年の歌手(大賞)」[157]
- 2013年「Melon Music Awards アルバム本賞」
- 2013年「MBC Entertainment Awards 人気賞」
- 2013年「Mnet 20's Choice Awards 20’s Performance」
- 2013年「Mnet Asian Music Awards 男性ベストダンスパフォーマンス賞」
- 2013年「SBS MTV Best Of The Best 今年の歌手賞」
- 2013年「ゴールデンディスク大賞 人気賞」
- 2013年「ゴールデンディスク大賞 音盤本賞」
- 2013年「ソウル歌謡大賞 人気賞」[158]
- 2013年「ソウル歌謡大賞 アルバム本賞」
- 2014年「ゴールデンディスク大賞 音盤本賞」
- 2014年「ゴールデンディスク大賞 人気賞」
- 2014年「ゴールデンディスク大賞 Ceci Asia Icon賞」[159]
- 2014年「ソウル歌謡大賞 人気賞」[158]
- 2014年「ソウル歌謡大賞 アルバム本賞」
- 2014年「ソウル歌謡大賞 Special Hallyu Award」
- 2015年「Mnet Asian Music Awards 男性ベストダンスパフォーマンス賞」
- 2015年「Melon Music Awards アルバム本賞」
- 2016年「DongFang Music Awards」(中国)[160]
- 2016年「ゴールデンディスク大賞 人気賞」[161]
- 2016年「ゴールデンディスク大賞 音盤本賞」
- 2016年「Style Icon Awards Awesome Asian Choice Award」
- 2016年「ソウル歌謡大賞 アルバム本賞」
- 2017年「ガオンチャートミュージックアワード ワールド韓流スター賞」[162]
- 2017年「ソウル歌謡大賞 人気賞」[163]
- 2023年「Melon Music Awards 特別賞Stage of the Year」

### 音楽番組1位
| 年度            | 受賞歴 | 参考                                                                    |
| --------------- | --- | ----------------------------------------------------------------------- |
| 2008 （計2回）  | Love Like Oxygen（計2回） - 9月18日Mnet『Mカウントダウン』 - 9月21日SBS『人気歌謡』 |                                                                         |
| 2009 （計10回） | Juliette（計4回） - 6月5日KBS 2TV『ミュージックバンク』 - 6月19日KBS 2TV『ミュージックバンク』 - 6月28日SBS『人気歌謡』 - 7月5日SBS『人気歌謡』 Ring Ding Dong（計6回） - 10月30日KBS 2TV『ミュージックバンク』 - 11月1日SBS『人気歌謡』 - 11月5日Mnet『M COUNTDOWN』 - 11月6日KBS 2TV『ミュージックバンク』 - 11月8日SBS『人気歌謡』 - 11月15日SBS『人気歌謡』 |                                                                         |
| 2010 （計6回）  | LUCIFER（計4回） - 7月30日KBS 2TV『ミュージックバンク』 - 8月6日KBS 2TV『ミュージックバンク』 - 8月8日SBS『人気歌謡』 - 8月15日SBS『人気歌謡』 Hello（計2回） - 10月15日KBS 2TV『ミュージックバンク』 - 10月17日SBS『人気歌謡』 |                                                                         |
| 2012 （計8回）  | Sherlock（計8回） - 3月27日MBC MUSIC『SHOW CHAMPION』 - 3月29日Mnet『Mカウントダウン』 - 4月1日SBS『人気歌謡』 - 4月3日MBC MUSIC『SHOW CHAMPION』 - 4月6日KBS 2TV『ミュージックバンク』 - 4月8日SBS『人気歌謡』 - 4月13日KBS 2TV『ミュージックバンク』 - 4月15日SBS『人気歌謡』 | [ 164 ] [ 165 ] [ 166 ] [ 167 ] [ 168 ]                                 |
| 2013 （計16回） | Dream Girl（計10回） - 2月27日MBC MUSIC『SHOW CHAMPION』 - 2月28日Mnet『Mカウントダウン』 - 3月6日MBC MUSIC『SHOW CHAMPION』 - 3月7日Mnet『Mカウントダウン』 - 3月8日KBS 2TV『ミュージックバンク』 - 3月13日MBC MUSIC『SHOW CHAMPION』 - 3月14日Mnet『Mカウントダウン』 - 3月15日KBS 2TV『ミュージックバンク』 - 3月17日SBS『人気歌謡』 - 3月20日MBC MUSIC『SHOW CHAMPION』 Everybody（計6回） - 10月23日MBC MUSIC『SHOW CHAMPION』 - 10月25日KBS 2TV『ミュージックバンク』 - 10月26日MBC『ショー 音楽中心』 - 10月27日SBS『人気歌謡』 - 10月30日MBC MUSIC『SHOW CHAMPION』 - 10月31日Mnet『Mカウントダウン』 | [ 169 ] [ 170 ] [ 171 ] [ 172 ] [ 173 ] [ 174 ] [ 175 ] [ 176 ] [ 177 ] |
| 2015 （計11回） | View（計9回） - 5月27日MBC MUSIC『SHOW CHAMPION』 - 5月28日Mnet『M COUNTDOWN』 - 5月29日KBS 2TV『ミュージックバンク』 - 5月31日SBS『人気歌謡』 - 6月4日Mnet『M COUNTDOWN』 - 6月5日KBS 2TV『ミュージックバンク』 - 6月6日MBC『ショー 音楽中心』 - 6月7日SBS『人気歌謡』 - 6月9日SBS MTV『THE SHOW』 Married to the Music（計2回） - 8月12日MBC MUSIC『SHOW CHAMPION』 - 8月14日KBS 2TV『ミュージックバンク』 |                                                                         |
| 2016 （計4回）  | 1 of 1（計4回） - 10月11日SBS MTV『THE SHOW』 - 10月13日Mnet『M COUNTDOWN』 - 10月14日KBS 2TV『ミュージックバンク』 - 10月16日SBS『人気歌謡』 |                                                                         |
| 2018 （計2回）  | Good Evening（計1回） - 6月5日SBS MTV『THE SHOW』 I Want You（計1回） - 6月21日Mnet『M COUNTDOWN』 |                                                                         |
| 2021 （計6回）  | Don't Call Me（計6回） - 3月3日MBC MUSIC『SHOW CHAMPION』 - 3月4日Mnet『M COUNTDOWN』 - 3月6日MBC『ショー 音楽中心』 - 3月7日SBS『人気歌謡』 - 3月10日MBC MUSIC『SHOW CHAMPION』 - 3月11日Mnet『M COUNTDOWN』 |                                                                         |
| 2023 (計5回)    | HARD(計5回) - 7月5日MBC MUSIC『SHOW CHAMPION』 - 7月7日KBS 2TV『ミュージックバンク』 - 7月8日MBC『ショー 音楽中心』 - 7月9日SBS『人気歌謡』 - 7月12日MBC MUSIC『SHOW CHAMPION』 |                                                                         |

## 関連人物
ミン・ヒジン（민희진）
SMエンタテインメントの理事かつアートディレクト総括。2002年入社。所属アーティストのなかでも特にSHINeeとf(x)を手がけることが多い。SHINeeのデビュー時からビジュアルとアートコンセプトを手がける。「SMエンタテインメントはミン・ヒジン以前とミン・ヒジン以後に分けられる」とも称され、2014年頃には彼女専属のミュージックビデオチームが作られている。2016年MAMAにおいて「ベストビジュアル＆アートディレクター賞」を受賞。